# Cellule di offensiva rivoluzionaria
Le Cellule di offensiva rivoluzionaria la cui sigla era COR furono un'organizzazione terroristica formata sia da comunisti che da anarchici che si rese responsabile di attentati contro militari e politici accusati di essere a servizio del capitalismo internazionale tra il 2003 e il 2004. 

## Le idee e le azioni
L'organizzazione venne costituita da alcuni giovani provenienti dai centri sociali di sinistra, i quali nati dalle ceneri dell'Autonomia operaia, teorizzavano ancora la lotta di classe, e la rivoluzione proletaria, differenziandosi però dalle idee marxiste, poiché non cercavano di coinvolgere fin dall'inizio tutta la classe operaia, ma di guidarla dall'esterno. Questa banda di militanti comunisti antagonisti, decise di fare azioni di sabotaggio contro il capitalismo, e contro  tutte le istituzioni statali ed movimenti politici che venivano accusati di essere collusi con esso, e questa organizzazione esordì realizzando con attentati contro istituzioni militari considerate il braccio armato della borghesia. 
La prima azione venne realizzata il 18 marzo 2003 a Pisa dove vengono fatti esplodere alcuni petardi i circoli di AN di Calci e Capannoli, mentre il 17 giugno 2003 fanno esplodere un pacco bomba contro l'istituto spagnolo a Roma Miguel Cervantes, senza fare feriti. Il 4 novembre del 2003 fanno esplodere un ordigno contro una caserma dei carabinieri di Roma a viale Libia, dove resta ferito un carabiniere, ed a Viterbo dove l'attentato fallisce perché l'ordigno viene disinnescato in tempo. Dopo questi due attentati l'organizzazione passa ad attacchi contro l'Unione europea, considerata una sovrastruttura capitalista, e invia una pacco bomba contro la casa del presidente della Commissione europea Romano Prodi, il quale però esce illeso dall'esplosione dell'ordigno. Il 19 gennaio del 2004 invece è sempre il tribunale di Viterbo ad essere colpito, con attentato dinamitardo che provoca parecchi danni all'entrata del tribunale. Il 29 gennaio il gruppo si sposta a Pisa dove fa esplodere alcune bottiglie Molotov contro il movimento Azione giovani di Pontedera. Il gruppo si sposta poi a Bologna dove realizza un attentato contro un comizio di Gianfranco Fini nel mese di giugno 2004.

## La differenza tra le COR e le Nuove Brigate Rosse
Tra la fine del 1900 e l'inizio del 2000 le Cellule di offensiva rivoluzionaria nacquero parallelamente alle Nuove Brigate Rosse, ma con delle differenze ideologiche poiché le NBR continuavano le idee operaie e comuniste delle VBR che agivano decennio 1970, mentre le COR avevano come riferimento le vecchie tesi dell'Autonomia Operaia.

## Gli arresti e lo smantellamento
Dopo questo attentato i membri dell'organizzazione vengono arrestati e condannati il 30 luglio 2004.